# Троицкий сельсовет (Липецкая область)
Троицкий сельсовет — сельское поселение в Лев-Толстовском районе Липецкой области Российской Федерации.
Административный центр — село Троицкое.

## История
Статус и границы сельского поселения установлены Законом Липецкой области от 23 сентября 2004 года № 126-ОЗ «Об установлении границ муниципальных образований Липецкой области».

## Население
| 2010  | 2012  | 2013  | 2014  | 2015  | 2016  | 2017  |
| ----- | ----- | ----- | ----- | ----- | ----- | ----- |
| 1033  | ↘1017 | ↗1034 | ↗1049 | ↗1056 | ↘1044 | ↗1053 |
| 2018  | 2021  |       |       |       |       |       |
| →1053 | ↘1009 |       |       |       |       |       |

## Состав сельского поселения
| № | Населённый пункт | Тип населённого пункта       | Население |
| - | ---------------- | ---------------------------- | --------- |
| 1 | Вишенки          | деревня                      | ↘1        |
| 2 | Головинщино      | село                         | ↗498      |
| 3 | Троицкое         | село, административный центр | ↗534      |